# Kotelnia Bojarska
Kotelnia Bojarska (biał. Кацельня-Баярская) – dawniej wieś na Białorusi, położona w obwodzie brzeskim w rejonie brzeskim w sielsowiecie Herszony, od 1 czerwca 2007 roku w granicach miasta Brześć.
W XIX w. Kotelnia Bojarska znajdowała się w gminie Kamienica Żyrowiecka w powiecie brzeskim guberni grodzieńskiej.
W okresie międzywojennym Kotelnia Bojarska należała do gminy Kamienica Żyrowiecka w powiecie brzeskim województwa poleskiego. Według spisu powszechnego z 1921 r. była to wieś licząca razem 35 domów. Mieszkało tu 191 osób: 85 mężczyzn i 106 kobiet. Wszyscy mieszkańcy byli prawosławni. 138 mieszkańców deklarowało narodowość białoruską, 32 – narodowość tutejszą, miejscową, poleszucką i ruską, 14 – rusińską, 7 – polską.
Po II wojnie światowej Kotelnia Bojarska znalazła się w granicach ZSRR i od 1991 r. – w niepodległej Białorusi.